# Rhamnus daliensis
Rhamnus daliensis là một loài thực vật có hoa trong họ Táo. Loài này được G.S. Fan & L.L. Deng miêu tả khoa học đầu tiên năm 1997.